# Primula graminifolia
Primula graminifolia är en viveväxtart som beskrevs av Ferdinand Albin Pax och Käthe Hoffmann.
Primula graminifolia ingår i släktet vivor och familjen viveväxter. Inga underarter finns listade i Catalogue of Life.